# HD 172051
HD 172051 (HR 6998) és un estel de magnitud aparent +5,87 a la constel·lació del Sagitari, situada a l'oest de ξ Sagittarii, al nord de φ Sagittarii i Nunki (σ Sagittarii), i al nord-est de Kaus Borealis (λ Sagittarii). S'hi troba a 42,3 anys llum del sistema solar.
HD 172051 és una nana groga amb característiques similars a les del Sol. Té tipus espectral G6V i una temperatura superficial de 5.600 K, uns 180 K més freda que el Sol. Llueix amb una lluminositat equivalent al 68% de la lluminositat solar. El seu radi és un 10% més petit que el del Sol i la seva massa és de 0,87 masses solars. Hom pensa que és un estel antic amb una edat estimada de 8.800 milions d'anys. No s'ha detectat excés en l'infraroig ni a 24 μm ni a 70 μm, la qual cosa en principi descarta la presència d'un disc de pols al seu al voltant.
HD 172051 té una metal·licitat inferior a la del Sol, equivalent al 60% de la mateixa ([M/H] = -0,22). Aquest empobriment s'observa en tots els elements avaluats, tals com ferro, sodi, silici, titani i níquel, sent més palès en el cas del manganès ([Mn/H] = -0,31). Així mateix, mostra una relació oxigen/hidrogen inferior a la solar.
A la fi de 2003, els astrònoms que treballen en el Projecte Darwin de l'Agència Espacial Europea van anunciar que havien seleccionat a HD 172051 com el principal objectiu dins d'un grup d'estels propers que s'assemblen al Sol i que poden albergar algun tipus de vida terrestre. Utilitzant la tècnica de interferometría d'anul·lació s'intentaran descobrir planetes tènues. Si es troba un planeta terrestre dins de la zona d'habitabilitat, l'anàlisi de la pròpia llum del planeta servirà per detectar la possible presència d'aigua, oxigen i diòxid de carboni en la seva atmosfera.